# 米洛斯拉夫·布拉热克
米洛斯拉夫·布拉热克（捷克語：Miloslav Blažek，1922年6月22日—1985年2月19日），捷克男子冰球运动员。他曾代表捷克斯洛伐克国家队参加1952年冬季奥林匹克运动会冰球比赛，结果队伍获得第四名。